# Гурме, Оливье
Оливье́ Гурме́ (фр. Olivier Gourmet; род. 22 июля 1963 года, Намюр, Бельгия) — бельгийский (валлонский) актёр, лауреат приза за лучшую мужскую роль на Каннском кинофестивале в 2002 году.

## Биография
Оливье Гурме родился в городе Намюр на юге Бельгии 22 июля 1963 года. Сниматься в кино он начал довольно поздно: первый фильм с его участием вышел в 1990 году (короткометражка «Hostel Party»). В 1995 году Гурме снялся в полнометражном художественном фильме «Y a pas de lézard». В 1996 году вышли в свет и получили широкую известность сразу два фильма с его участием: «День восьмой», где Гурме исполнил небольшую роль, и «Обещание», за роль в котором он был назван лучшим актёром на Намюрском кинофестивале франкоязычных фильмов.
В 2000-х годах Оливье Гурме снялся в таких фильмах, как «Дитя», «Мой сын для меня», «Молчание Лорны», «Однажды в Версале».

## Фильмография
- Генерал Де Голль (2020)
- Сирано. Успеть до премьеры (2018)
- Один король — одна Франция (2018)
- Молодой Карл Маркс (2017)
- Неизвестная (2016)
- Запах мандарина (2015)
- Дело СК1 (2014)
- Гранд Централ. Любовь на атомы (2013)
- Наблюдатель (2012)
- Таможня даёт добро (2011)
- Управление государством (2011)
- Чёрная Венера (2010)
- Белый, как снег[фр.] (2010)
- Ангел на море[фр.] (2009)
- Однажды в Версале (2009)
- Враг государства № 1: Легенда (2008)
- Колюш, история одного парня[фр.] (2008)
- Дом[фр.] (2008)
- Молчание Лорны (2008)
- Скрытая любовь (2007)
- Семена смерти (2007)
- Апрельская шутка[фр.] (2007)
- Месть бедняка (2007)
- Мой сын для меня (2006)
- Мой полковник[фр.] (2006)
- Тигровые отряды[фр.] (2006)
- При всём моем к Вам уважении[фр.] (2005)
- Дитя (2005)
- Гильотина (2005)
- Мост искусств (2004)
- Орфографические ошибки[фр.] (2004)
- Когда на море прилив[фр.] (2004)
- Время волков (2003)
- Тайна жёлтой комнаты[фр.] (2003)
- Часть неба[фр.] (2002)
- Шкура ангела[фр.] (2002)
- Сын (2002)
- Момент счастья[фр.] (2002)
- Пропуск[фр.] (2002)
- Читай по губам (2001)
- Безумный день среда[фр.] (2001)
- Возможно (1999)
- Розетта (1999)
- Гимн шпане[фр.] (1998)
- Те, кто меня любит, поедут поездом (1998)
- Обещание (1996)
- День восьмой (1996)